# Cratacanthus cephalotes
Cratacanthus cephalotes är en skalbaggsart som beskrevs av Thomas Casey. Cratacanthus cephalotes ingår i släktet Cratacanthus och familjen jordlöpare. Inga underarter finns listade i Catalogue of Life.